# Pycreus nuerensis
Pycreus nuerensis là loài thực vật có hoa trong họ Cói. Loài này được (Boeckeler) S.S.Hooper miêu tả khoa học đầu tiên năm 1972.